# ناناسه اینو
ناناسه اینو (ژاپنی: 飯野 七聖؛ زادهٔ ۲ اکتبر ۱۹۹۶) یک بازیکن فوتبال اهل ژاپن است.
از باشگاه‌هایی که در آن بازی کرده‌است می‌توان به باشگاه فوتبال تسپاکوستاسو گونما و باشگاه فوتبال ساگان توسو اشاره کرد.